# I'm Still Standing
Singles de Elton John
I Guess That's Why They Call It the Blues (en) Kiss the Bride (song) (en)
Clip vidéo
[vidéo] « Elton John - I'm Still Standing », sur YouTube
I'm Still Standing (Je suis toujours debout, en anglais) est une chanson pop rock d'Elton John, écrite par son parolier Bernie Taupin, single extrait de l'album Too Low for Zero de 1983,,. Ce titre est un des tubes internationaux emblématiques d'Elton John et des années 1980, vendu à plus de 3 millions d'exemplaires dans le monde.

## Histoire
Elton John compose la musique piano rock de cette chanson, avec des paroles de son parolier attitré Bernie Taupin, sur le thème à la fois de « sa fierté face à un(e) ex partenaire d'être toujours debout suite à leur rupture amoureuse douloureuse destructrice » ou également « comme un hymne basé sur la forte capacité énergique de survie d'Elton John face à l'adversité de ses détracteurs... »,,. « Ne sais-tu pas que je me tiens debout, mieux que je ne l'ai jamais fait, ayant l'air d'un vrai survivant, mais me sentant comme un jeune enfant, je me tiens toujours debout, après tout ce temps, ramassant les morceaux de ma vie, sans toi dans mon esprit, je suis toujours là yeah yeah yeah... ».

## Personnel
- Elton John : chant principal, piano acoustique, synthétiseurs
- Davey Johnstone : guitares électriques, chœurs
- Dee Murray : basse, chœurs
- Nigel Olsson : batterie, chœurs

## Vidéoclip
Le clip est réalisé par Russell Mulcahy, et tourné sur la Côte d'Azur en France, avec Elton John au volant de sa Bentley Corniche, sur la corniche de Monaco et de Monte-Carlo, ou entouré de sa troupe de danseurs aux looks hétéroclites, dans une ambiance festive, sur les plages de l'hôtel Carlton de La Croisette à Cannes, et à l'hôtel Negresco sur la promenade des Anglais à Nice,.

## Au cinéma
- 2016 : Tous en scène, film d'animation de Garth Jennings.
- 2019 : Rocketman, de Dexter Fletcher, film inspiré de la vie d'Elton John[9].

## Classement
| Classement (1983)                      | Meilleure position |
| -------------------------------------- | ------------------ |
| Australie (Kent Music Report)          | 3                  |
| Belgique (Flandre Ultratop 50 Singles) | 11                 |
| Canada (Top Singles)                   | 1                  |
| Allemagne (Media Control AG)           | 10                 |
| Irlande (IRMA)                         | 2                  |
| Pays-Bas (Single Top 100)              | 16                 |
| France (IFOP)                          | 4                  |
| Pays-Bas (Nederlandse Top 40)          | 8                  |
| Nouvelle-Zélande (RMNZ)                | 30                 |
| Afrique du Sud (Springbok Radio)       | 9                  |
| Suisse (Schweizer Hitparade)           | 1                  |
| Royaume-Uni (UK Singles Chart)         | 4                  |
| États-Unis (Hot 100)                   | 12                 |
| États-Unis (Adult Contemporary)        | 28                 |
| États-Unis (Mainstream Rock)           | 34                 |
| États-Unis (Cash Box Top 100)          | 18                 |

| Classement (1983)             | Meilleure position |
| ----------------------------- | ------------------ |
| Australie (Kent Music Report) | 19                 |
| France (IFOP)                 | 33                 |